# ホアキン・ラベガ
ホアキン・ラベガ・コルサーダ (Joaquín Lavega Colzada , 2005年2月3日 - )は、ウルグアイ・モンテビデオ県モンテビデオ出身のプロサッカー選手。カンピオナート・ウルグアージョ・リーベル・プレート・モンテビデオ所属。ポジションはFW。

## クラブ経歴
2021年にリーベル・プレート16歳でのトップチームに昇格。5月30日のデポルティーボ・マルドナド戦でプロデビュー。同年シーズンは4試合に出場。翌2022年シーズンは途中出場ながら出場機会が増え、8月12日のボストン・リーベル戦でプロ初ゴールを記録。同年9月にはイギリスの有力メディアザ・ガーディアンから、｢将来有望な若手選手60人｣の一人に紹介された。